# Vzpomínkové akce Operace Anthropoid
V roce 2017, tedy u příležitosti 75. výročí Operace Anthropoid, se konala celá řada pietních a vzpomínkových akcí v různých městech. V Praze šlo zejména o tyto akce:
- Rekonstrukce atentátu v Praze-Kobylisích 27. května 2017
- Pietní akt v Resslově ulici 18. června 2017
- Operace Anthropoid – Muži odplaty na Karlově náměstí: 17. a 18. června 2017

## Rekonstrukce atentátu v Praze-Kobylisích 27. května 2017
Rekonstrukce atentátu se uskutečnila v sobotu 27. května 2017 tedy přesně po 75 letech. Místo rekonstrukce bylo posunuto do zatáčky blízko tramvajové zastávky U Kříže v Zenklově ulici, protože původní zatáčka v Kobylisích už neexistuje kvůli výstavbě mimoúrovňové křižovatky. Na průběh rekonstrukce dohlíželi historici, aby co nejpřesněji odpovídala známým faktům. Jednotlivé postavy hráli profesionální herci. Rekonstrukci doprovázely i další akce před libeňskou budovou radnice Prahy 8: prohlídky dobového vojenského tábora československé jednotky britského letectva RAF a scénky ze života v Protektorátu. Dále byly k vidění i historická vozidla a model stíhačky Spitfire.

## Pietní akt v Resslově ulici 18. června 2017
Památku parašutistů, kteří zemřeli 18. června 1942 v kostele svatých Cyrila a Metoděje v Resslově ulici, uctili v neděli 18. června 2017 na tradičním pietním aktu nejvyšší představitelé státu. Průvod lidí, kteří za doprovodu vojenské kapely postupně kladli květiny a věnce k památníku na zdi chrámu, byl dlouhý asi sto metrů. Pietního aktu se zúčastnili mimo jiné předseda vlády Bohuslava Sobotka, vicepremiér Pavel Bělobrádek (KDU-ČSL), ministr kultury Daniel Herman (KDU-ČSL), primátorka Prahy Adriana Krnáčová (ANO), náčelník generálního štábu Josef Bečvář a další. Dále byly přítomni členové obce legionářské v dobových britských uniformách a s historickými prapory a představitelé pravoslavné církve.
Den předtím, tedy v sobotu 17. června 2017 byly v Resslově ulici odhaleny dvě nové pamětní desky dvou manželských párů, manželů Loudových a Jesenských, kteří také pomáhali československým parašutistům zapojeným do atentátu na Reinharda Heydricha. Byli zatčeni, deportováni do koncentračního tábora Mauthausen a 24. října 1942 zastřeleni. Odhalení pamětních desek se zúčastnili zástupci Československé obce legionářské spolu se starostkou Prahy 2 Janou Černochovou. Odhalení desek je součástí projektu Karla Polaty a Československé obce legionářské, který si klade za cíl připomenout hrdiny odboje. Na obě pietní akce v Resslově ulici volně navazovala dvoudenní akce na nedalekém Karlově náměstí.

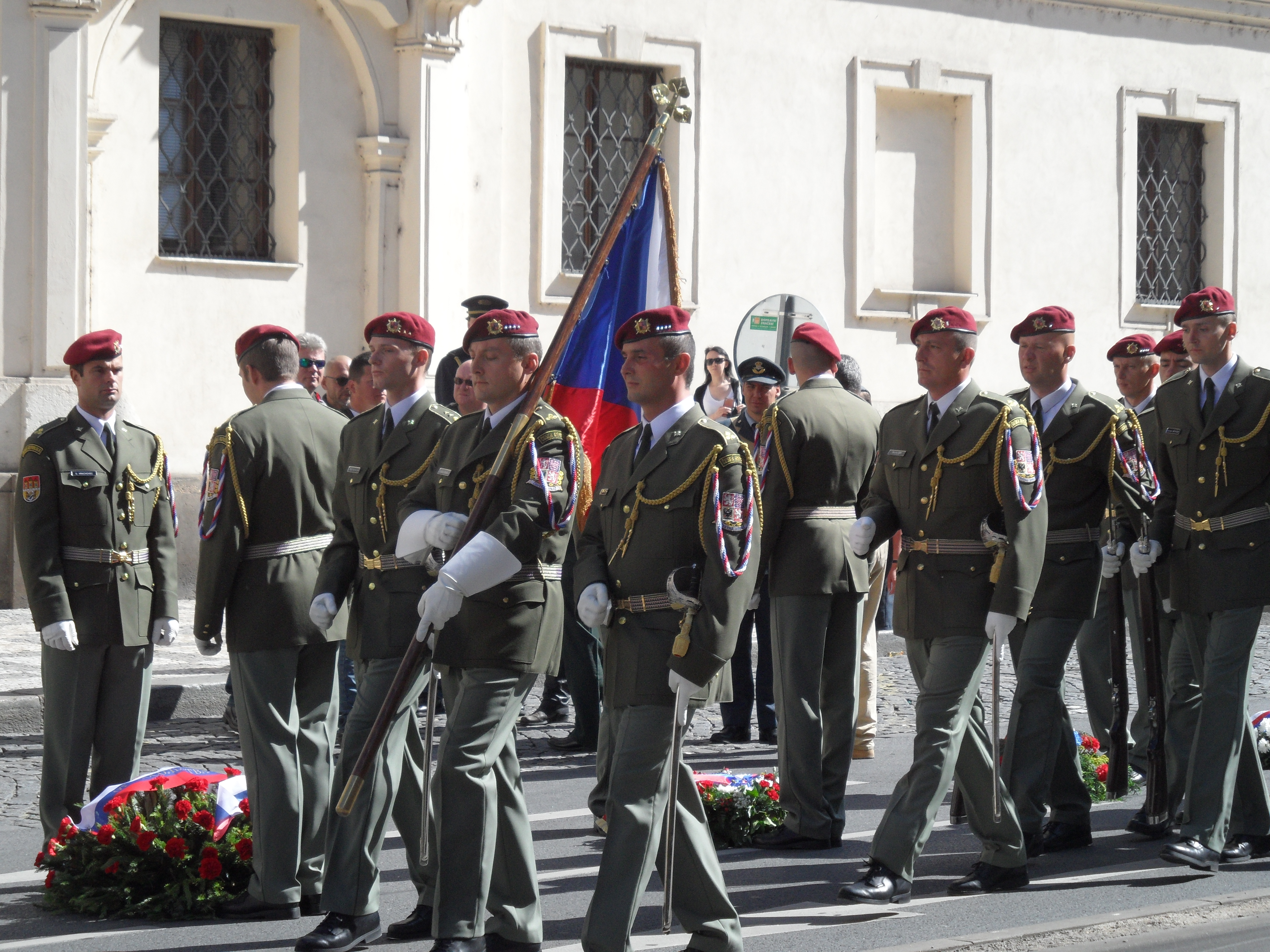
Pietní akt
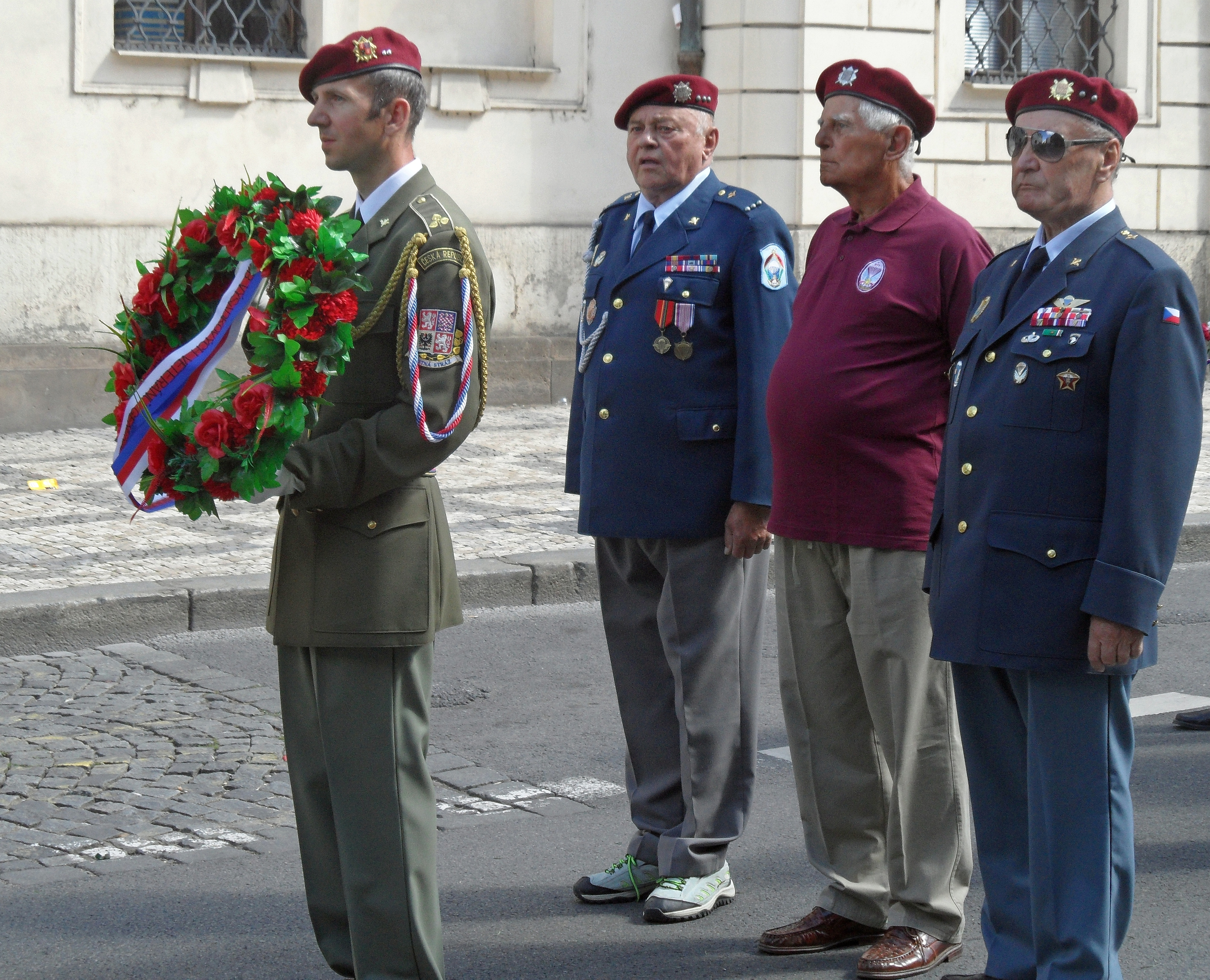
Kladení věnců
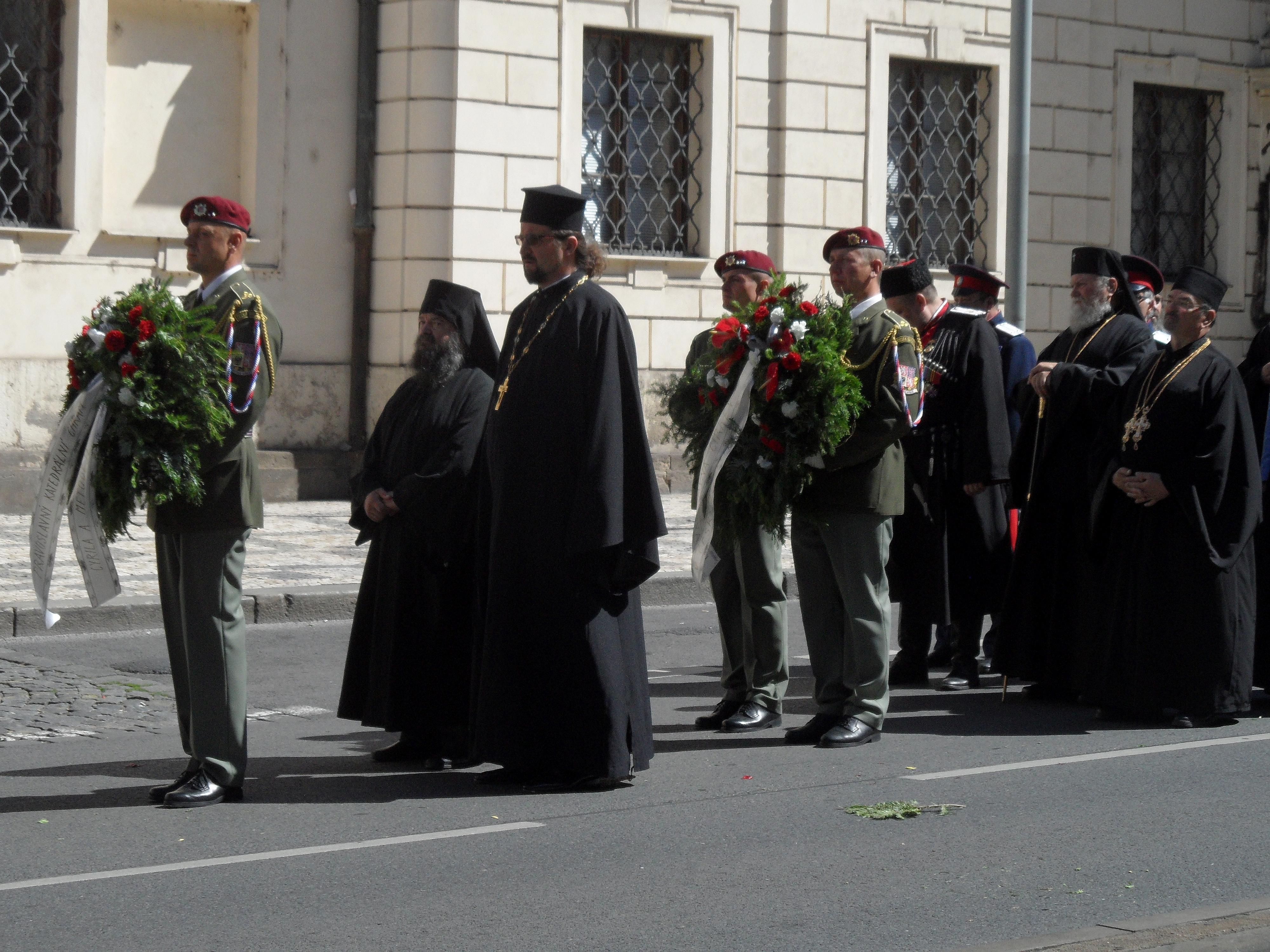
Kladení věnců
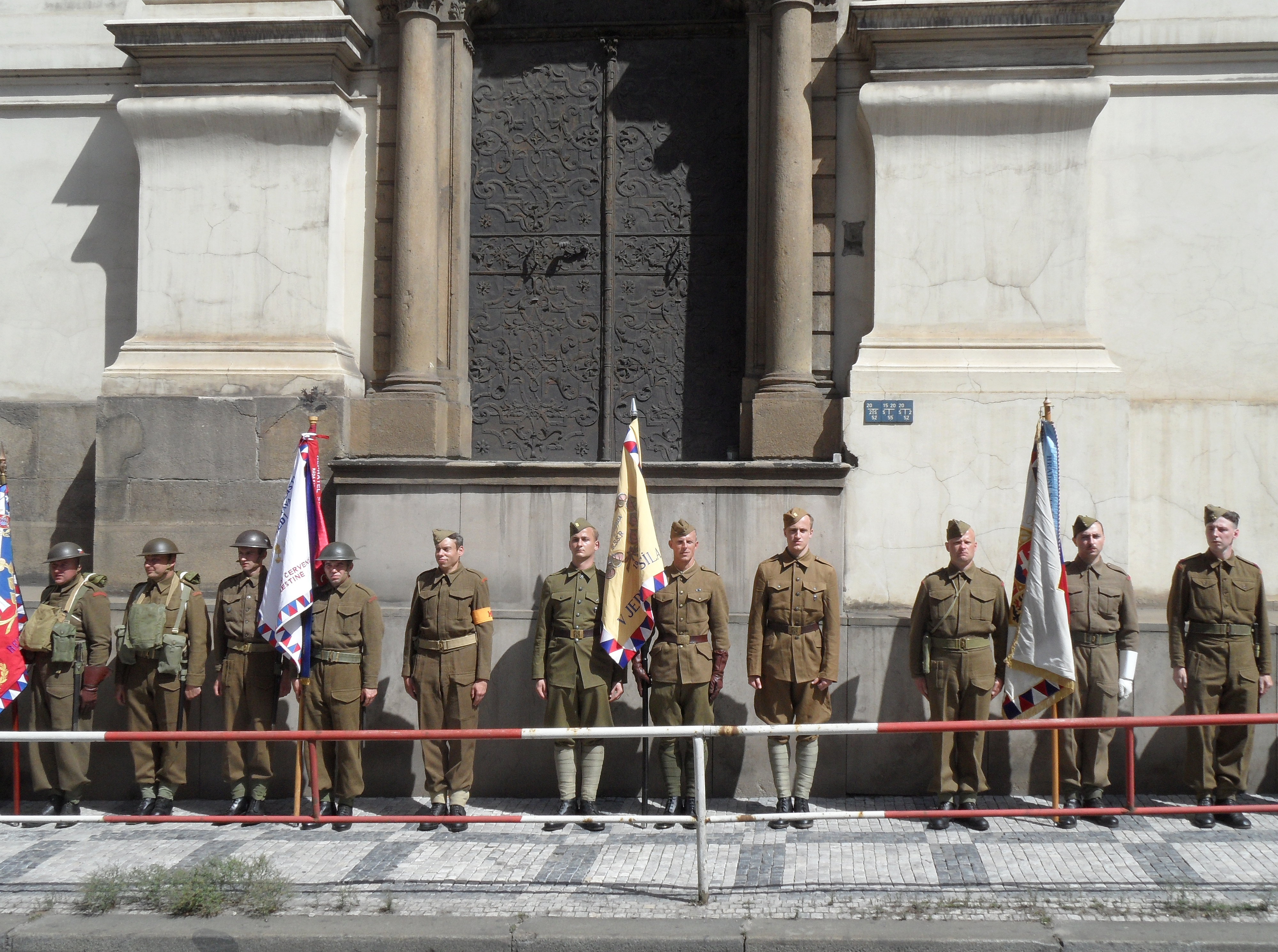
Čestná stráž
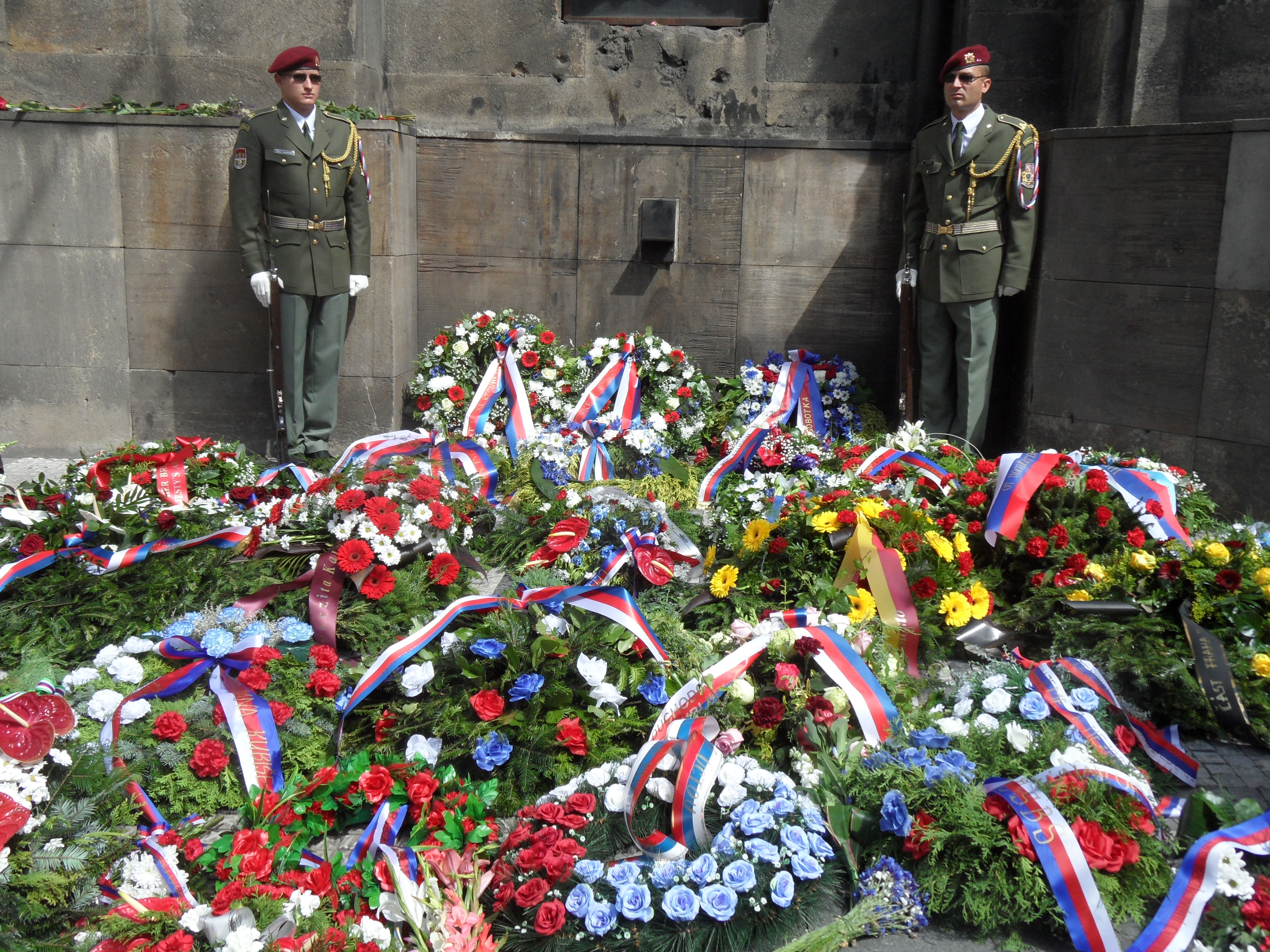
Čestná stráž
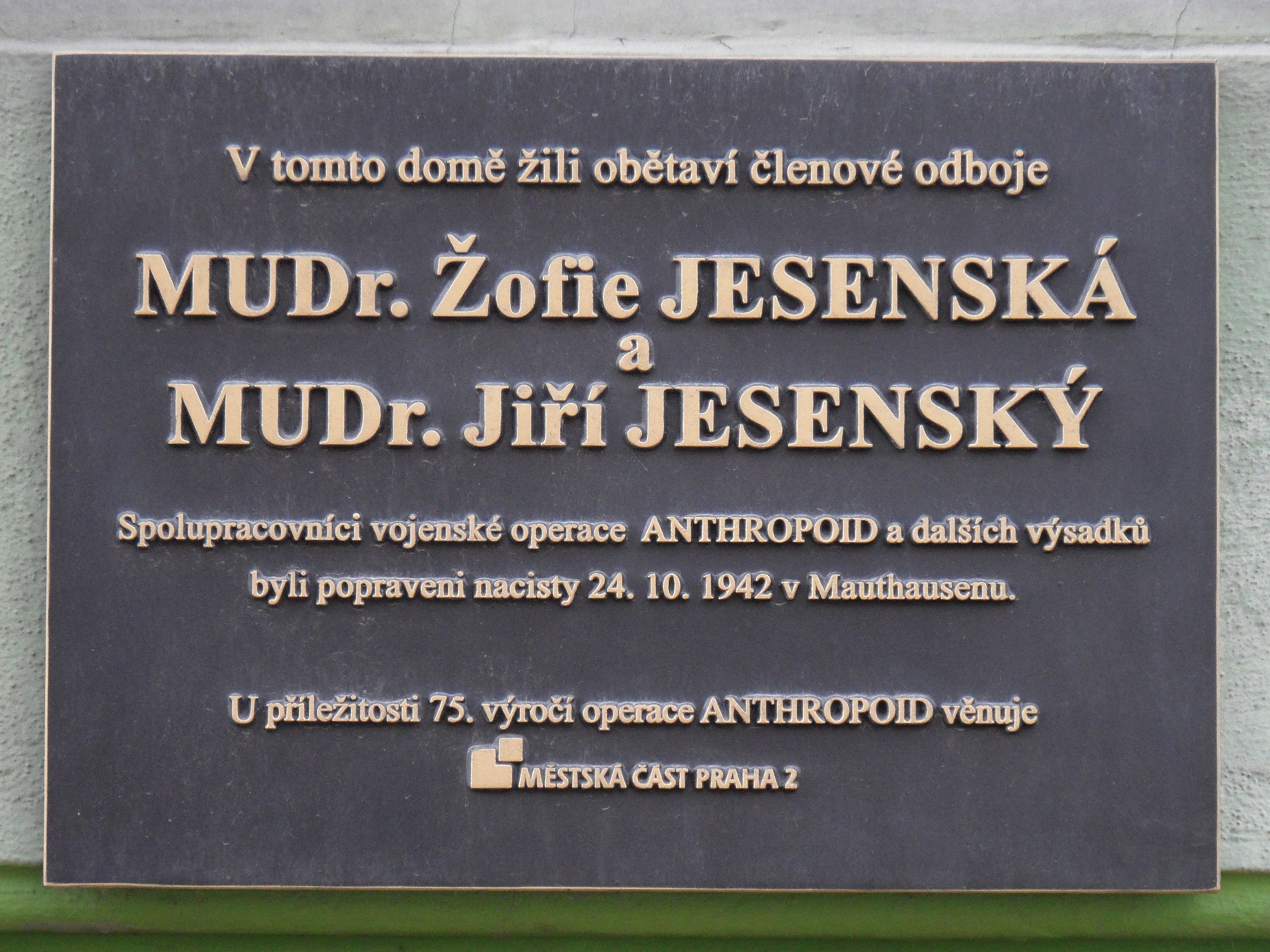
Nově odhalená pamětní deska Resslova 7
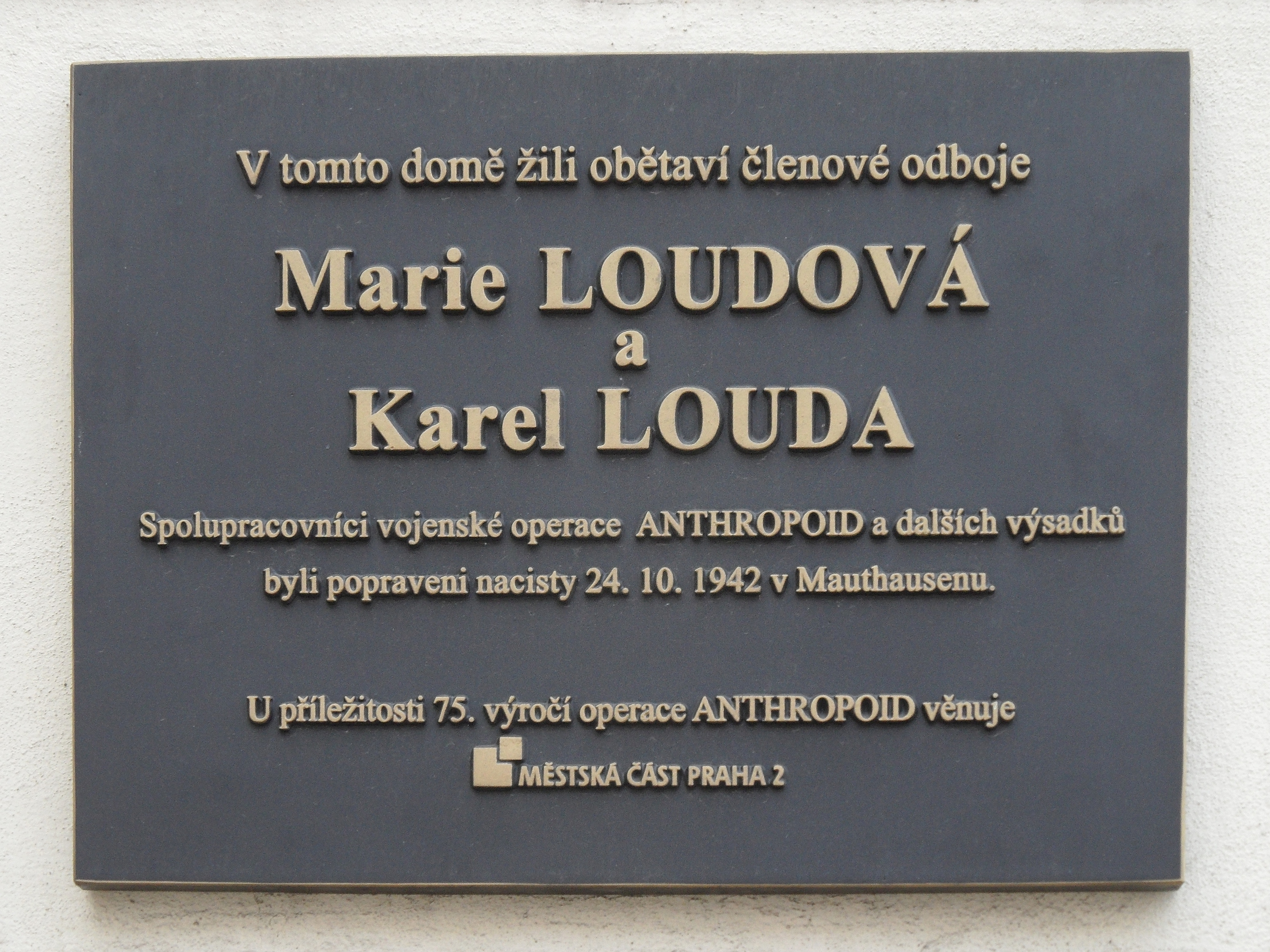
Nově odhalená pamětní deska Resslova 9a

## Operace Anthropoid – Muži odplaty na Karlově náměstí: 17. a 18. června 2017
Po celý třetí červnový víkend, tedy v sobotu 17. června a v neděli 18. června probíhala na Karlově náměstí vzpomínková akce Operace Anthropoid – Muži odplaty. V jižní části Karlova náměstí byl ve spolupráci Prahy 2, Československé obce legionářská a Rotou Nazdar vybudován stanový tábor československých letců v Anglii z roku 1941. Bohatý program po oba dny zahrnoval: volné nebo komentované prohlídky vojenského tábora (jeho součástí byl mimo jiné polní lazaret, ukázky operačního materiálu, výstroje a výzbroje, vojenská radiová stanice ad.), ukázky výcviku dělostřelců, komentované ukázky dobového výcviku parašutistů ve Velké Británii, komentované ukázky výsadku parašutistů do protektorátu (s demonstrací použité výstroje, výzbroje a civilního oblečení), nácvik útoku parašutistů na automobil s komentářem o použité výstroji a výzbroji a jejími ukázkami.

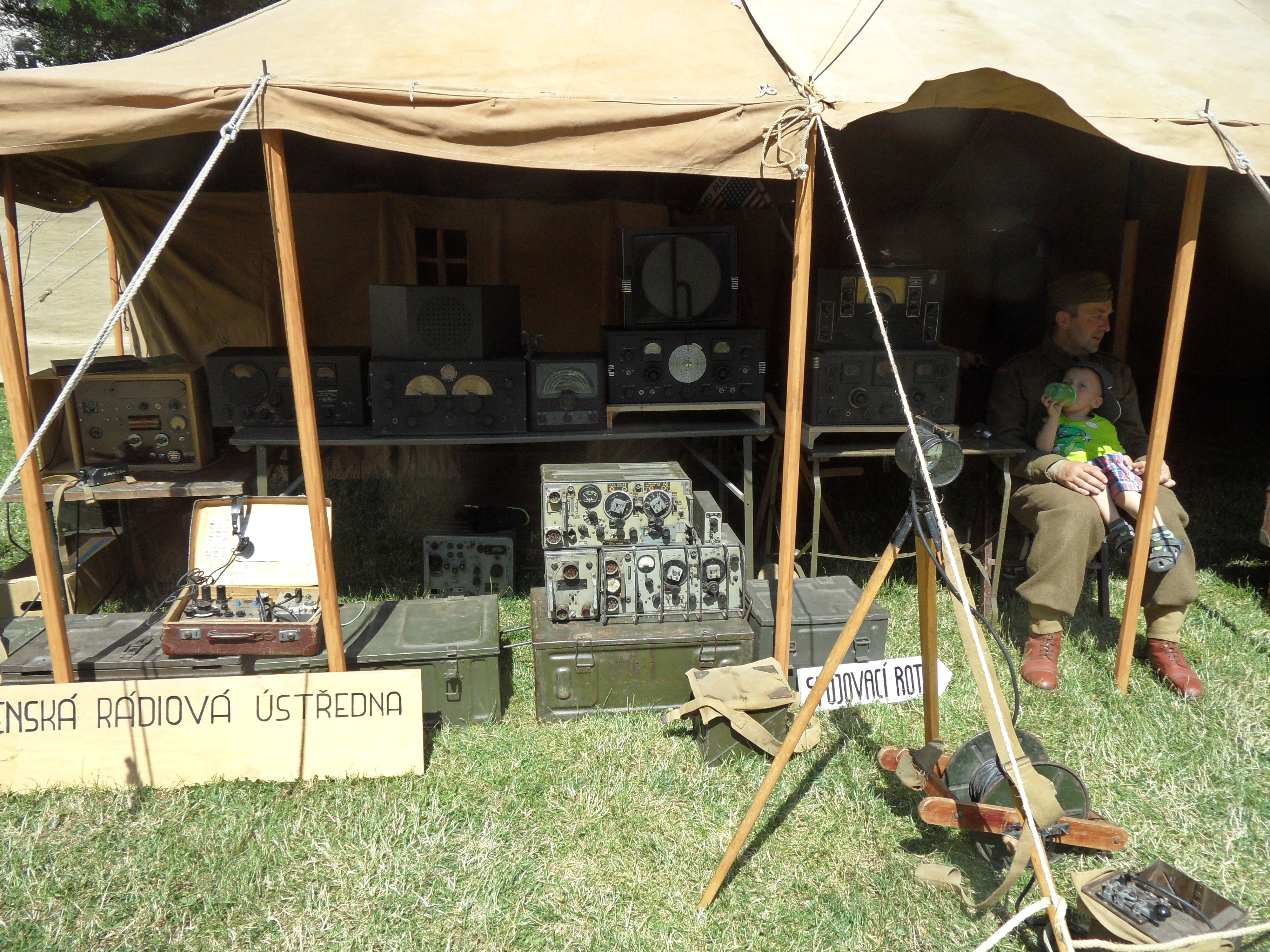
Vojenská radiová ústředna
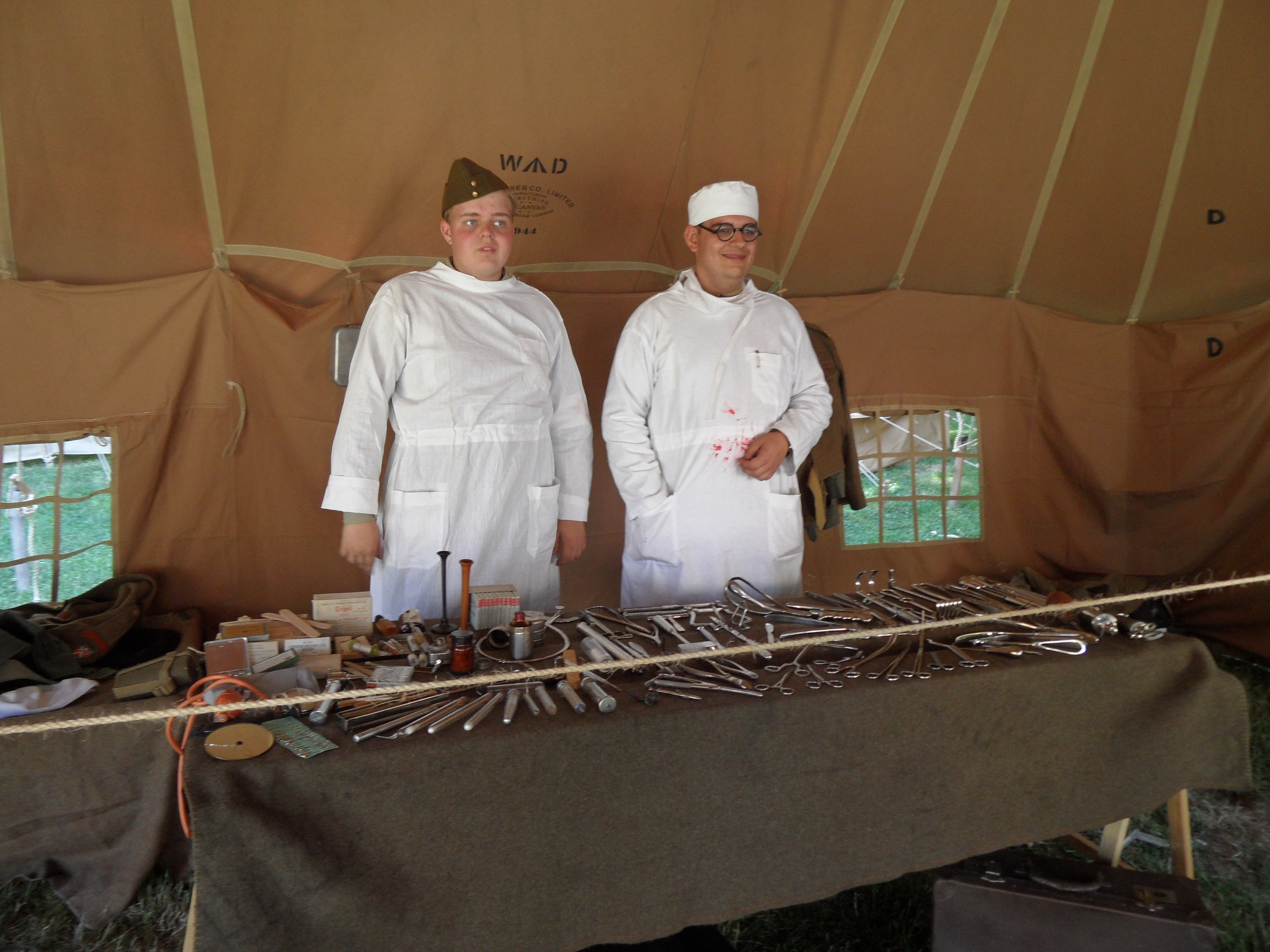
Polní lazaret
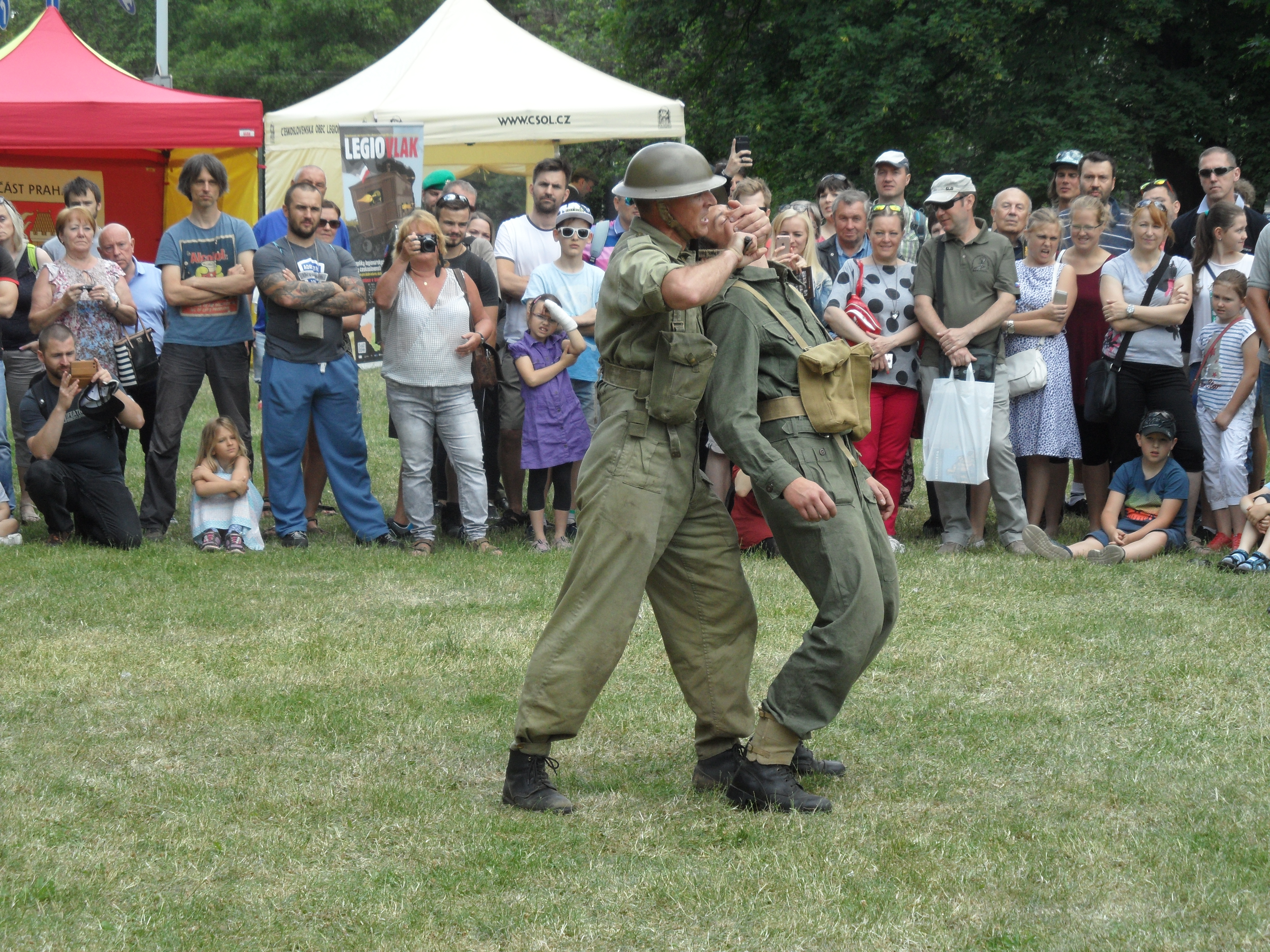
Výcvik parašutistů
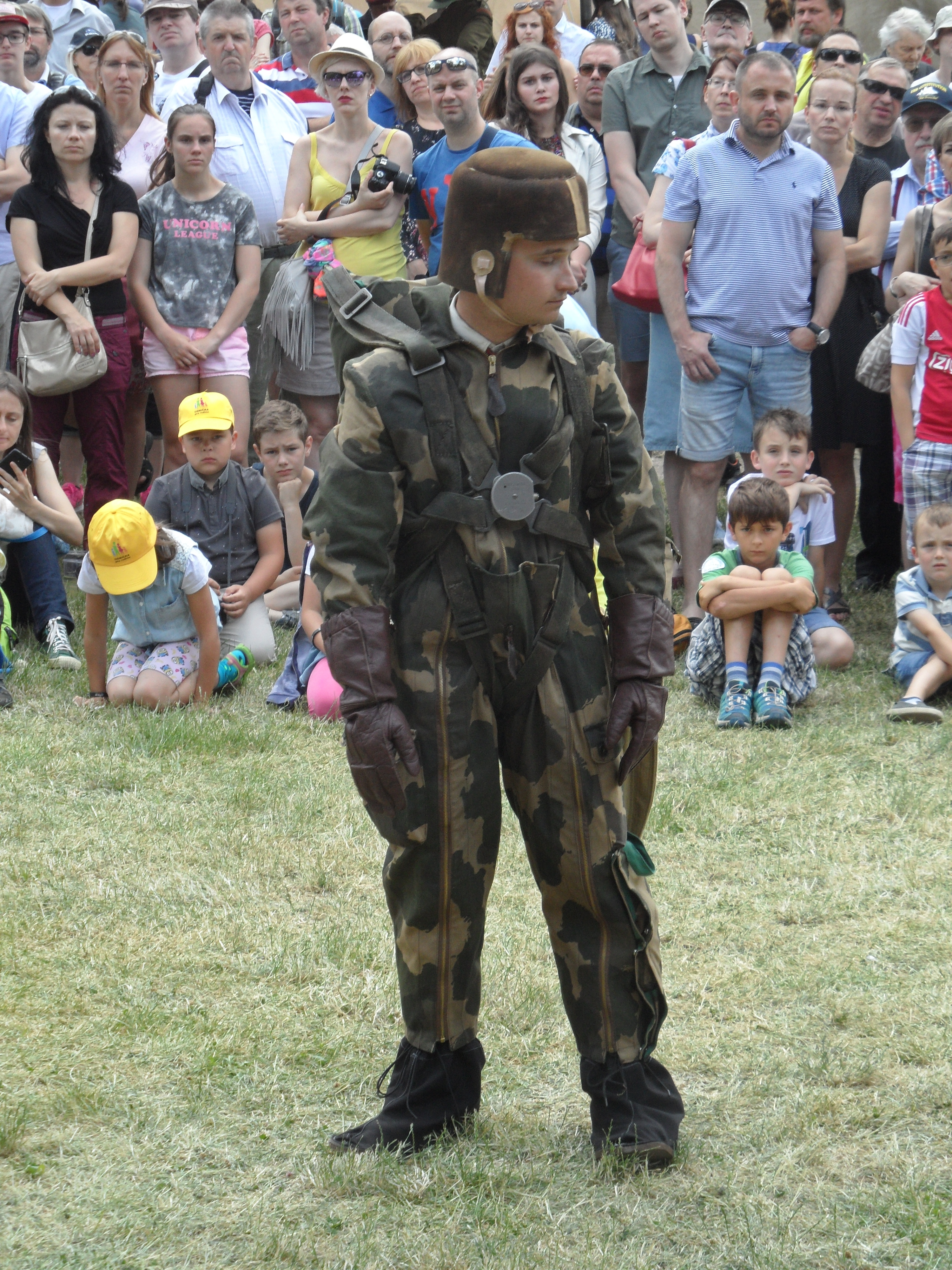
Výsadek do protektorátu
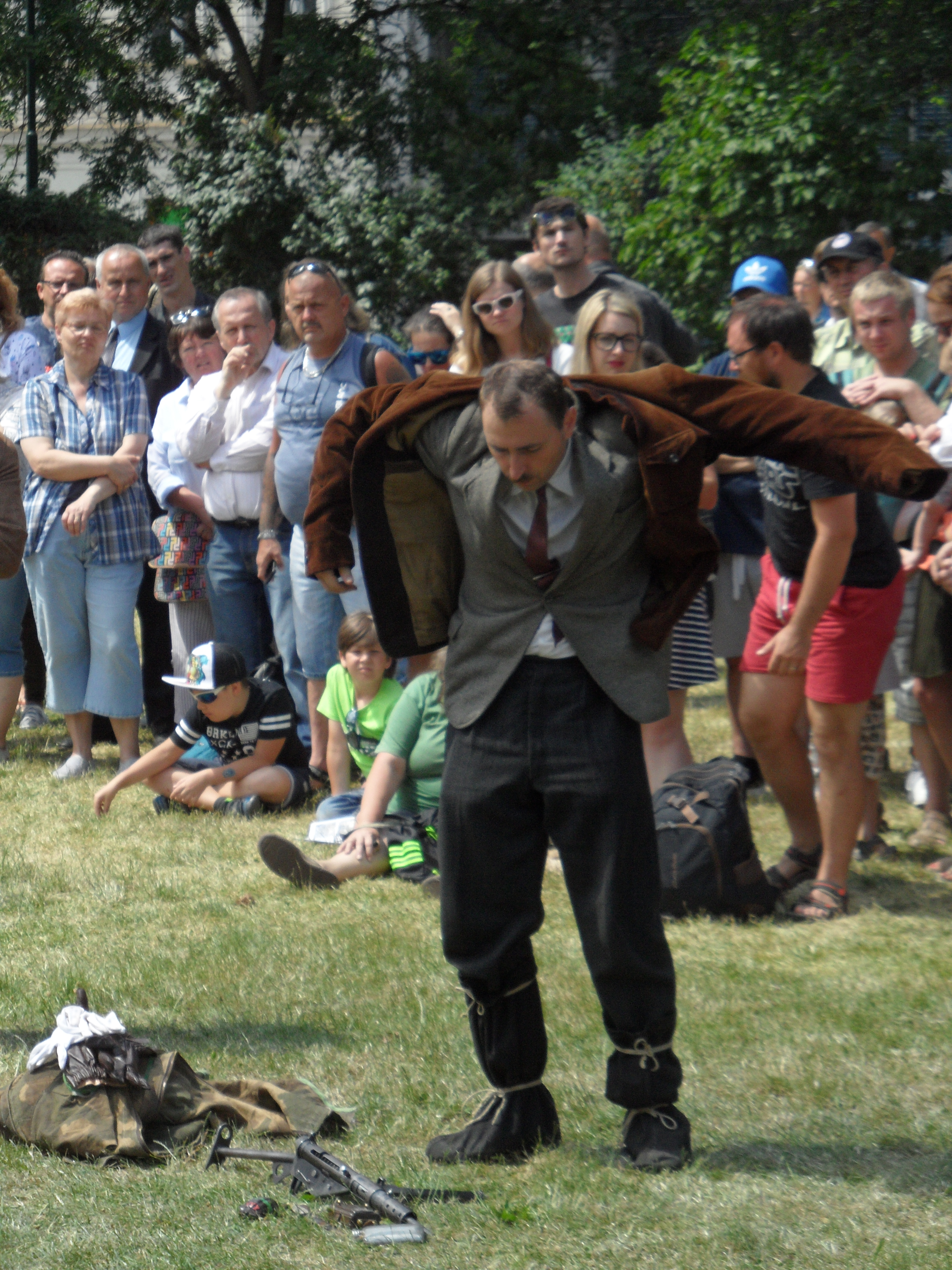
Výsadek do protektorátu
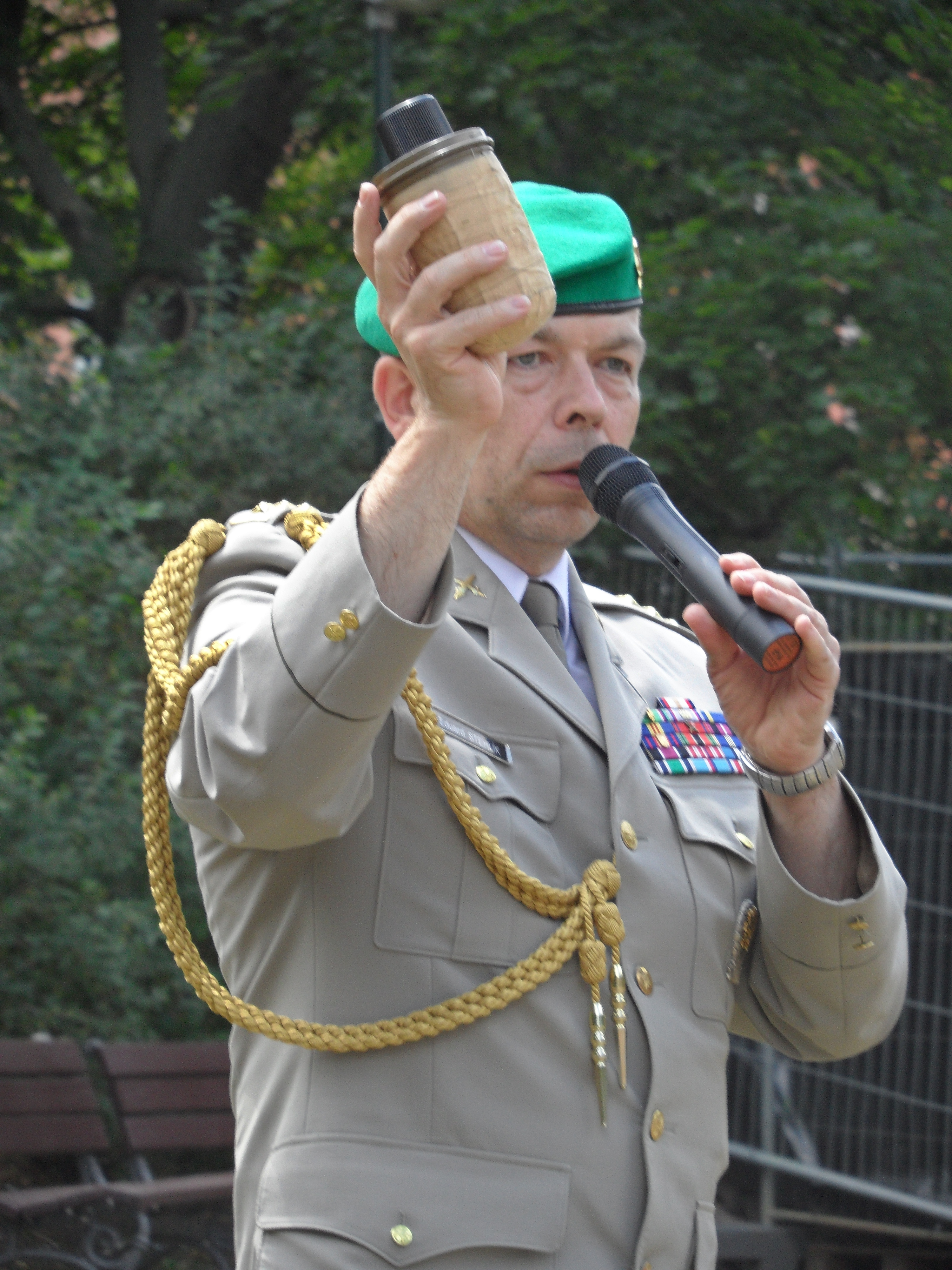
Výcvik komentuje plk. Eduard Stehlík

Slavnostního zahájení se zúčastnil mimo jiné plukovník Eduard Stehlík, který se také (spolu se členy Roty Nazdar) podílel na komentování některých ukázek. Dále zde byly vystaveny vojenské automobily z druhé světové války. Vedle relativně běžných a rozšířených vozidel jako je Ford GPW (jeep) byly k vidění i poměrně vzácné exponáty. Austin Ten Cambridge je militarizovaná verze civilního osobního automobilu vyráběného v této podobě ve Velké Británii od roku 1937. Bedford MWR – 15 CWT je vojenský střední univerzální nákladní automobil vyráběný ve Velké Británii od roku 1939. Bedford OYD-3ton je militarizovaný nákladní automobil vyráběný ve Velké Británii od roku 1939. Chevrolet C15 Canada: vojenský střední nákladní automobil vyráběný v Kanadě od roku 1940. GM 60X Canada je tříosá varianta kanadského těžkého nákladní automobilu Chevrolet s motorem General Motors, vyráběná od roku 1940. Ford F15 je vojenský střední nákladní automobil vyráběný od roku 1945 opět v Kanadě. Většina vystavených vozidel byla v kamufláži různých útvarů Československé samostatné obrněné brigády ve Velké Británii, pouze nákladní automobil GM 60X Canada byl v britské kamufláži označované „Micky Mouse“.

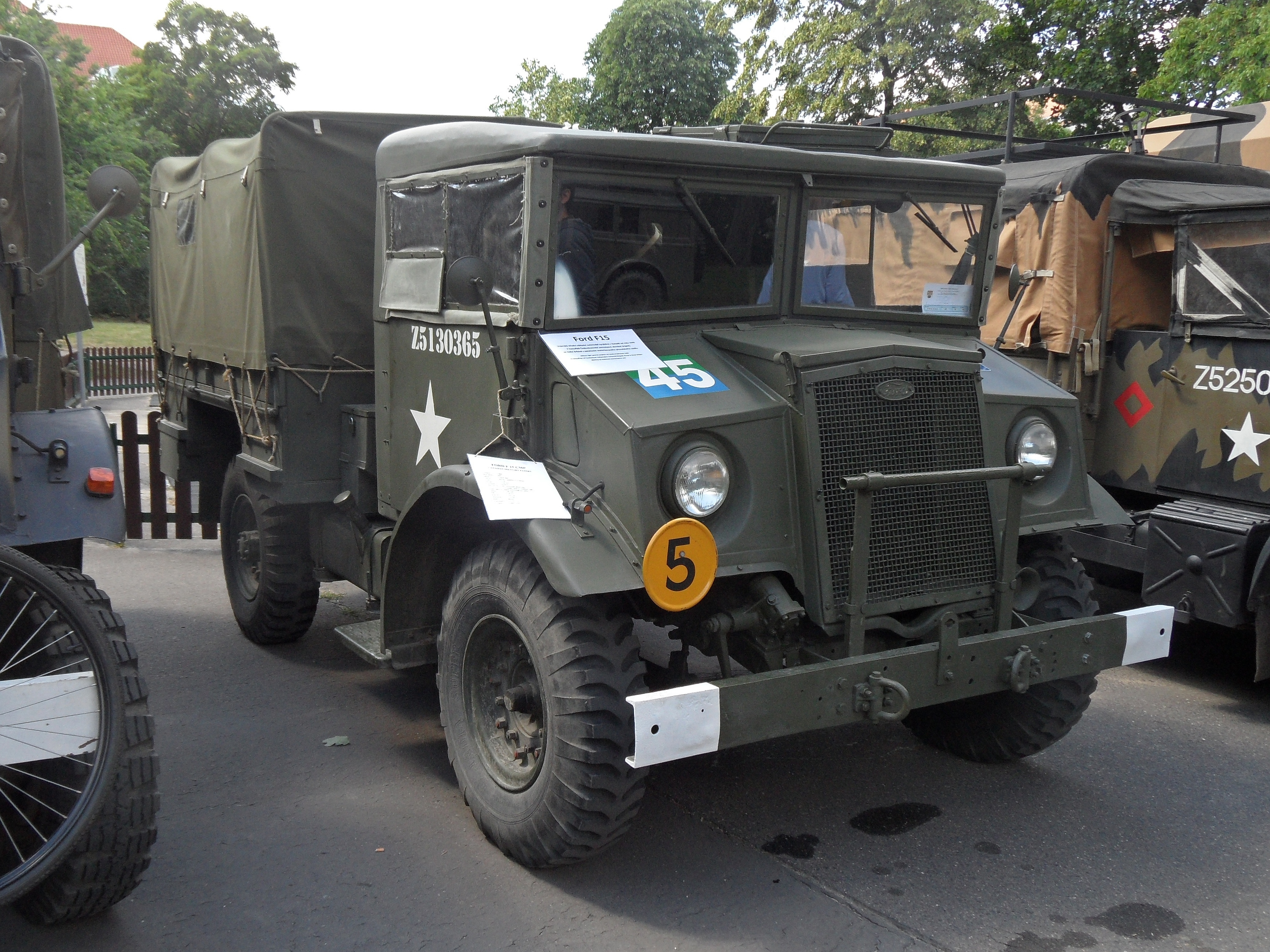
Ford F15
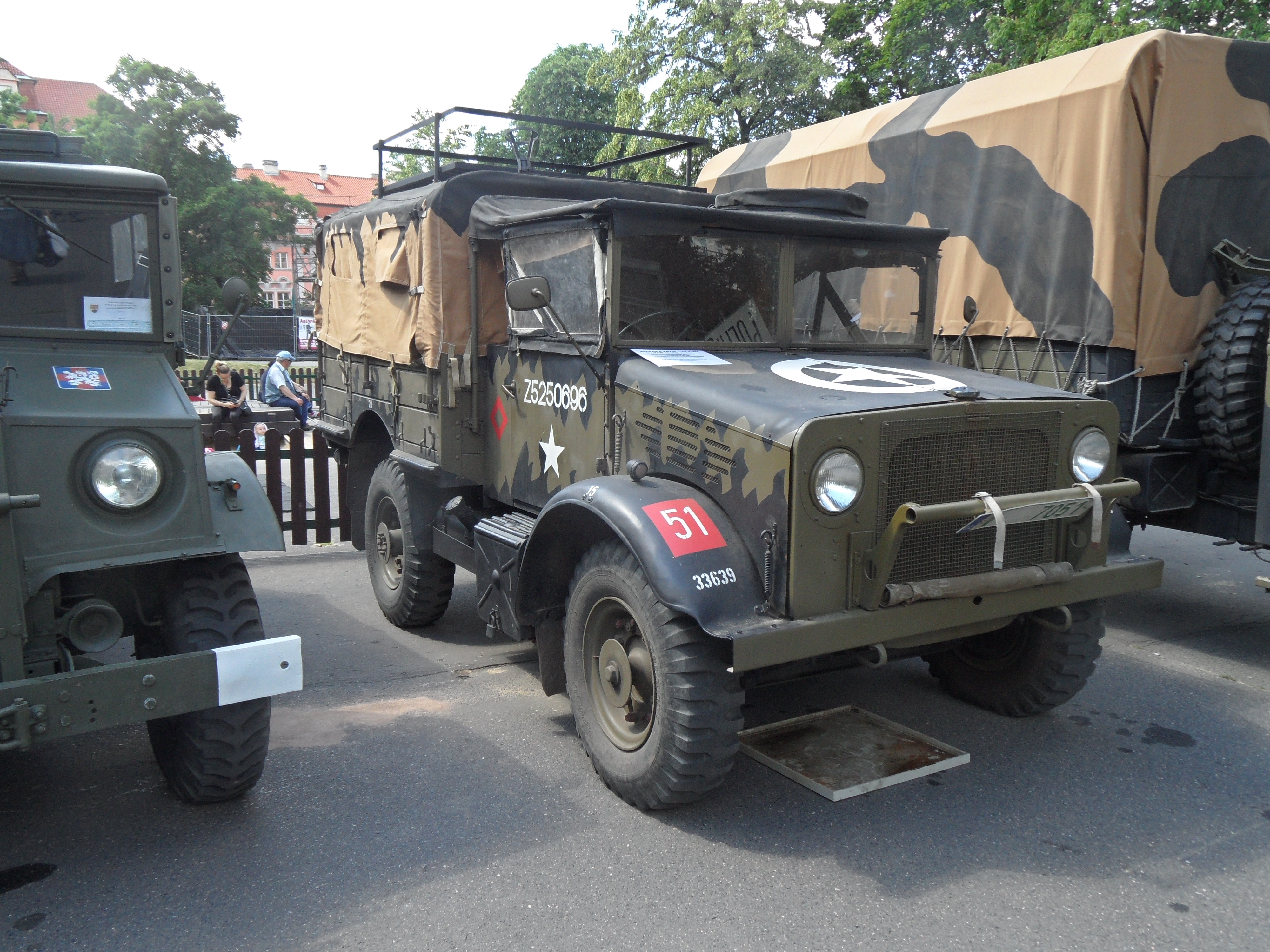
Bedford MWR – 15 CWT
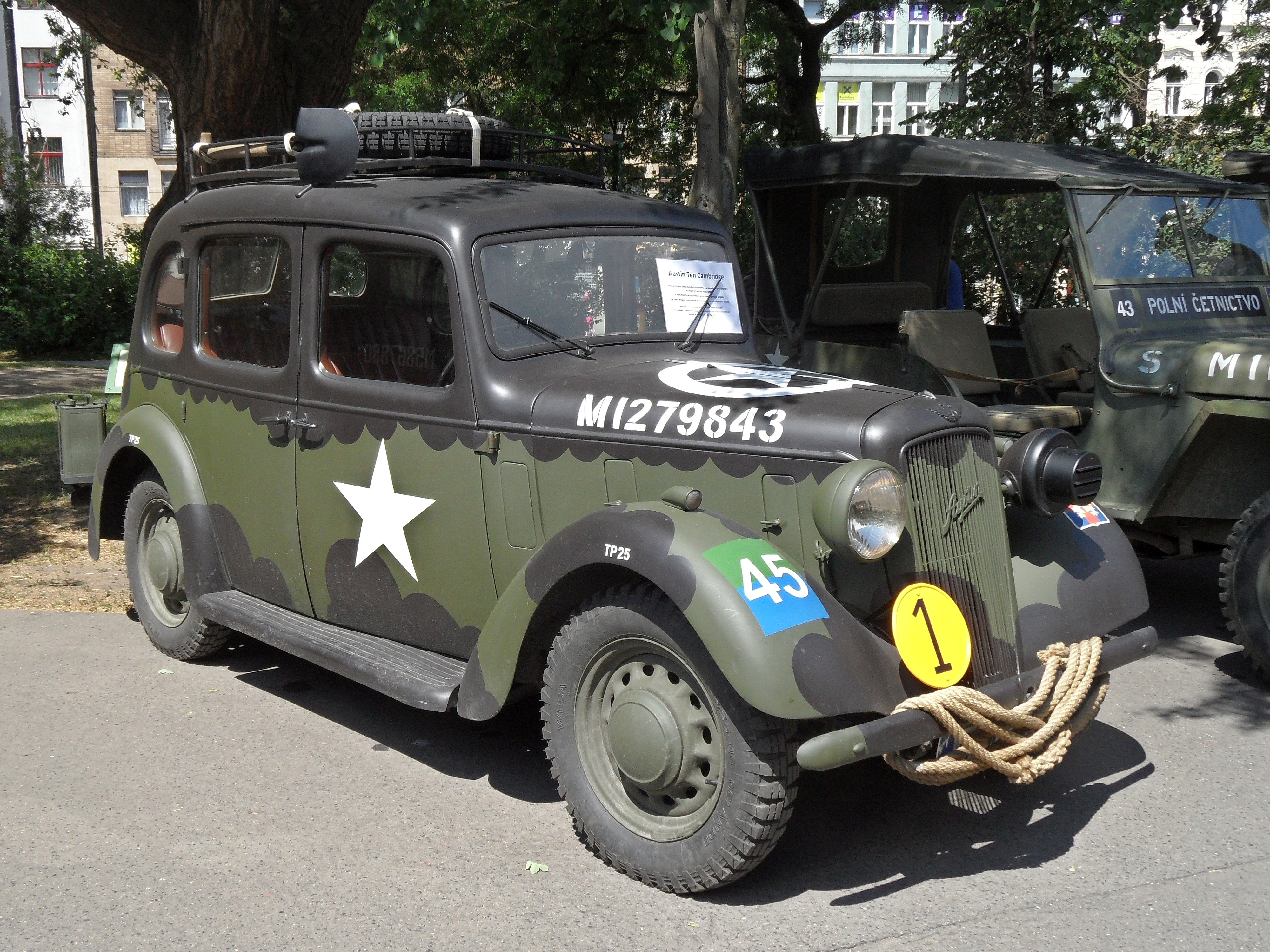
Austin Ten Cambridge
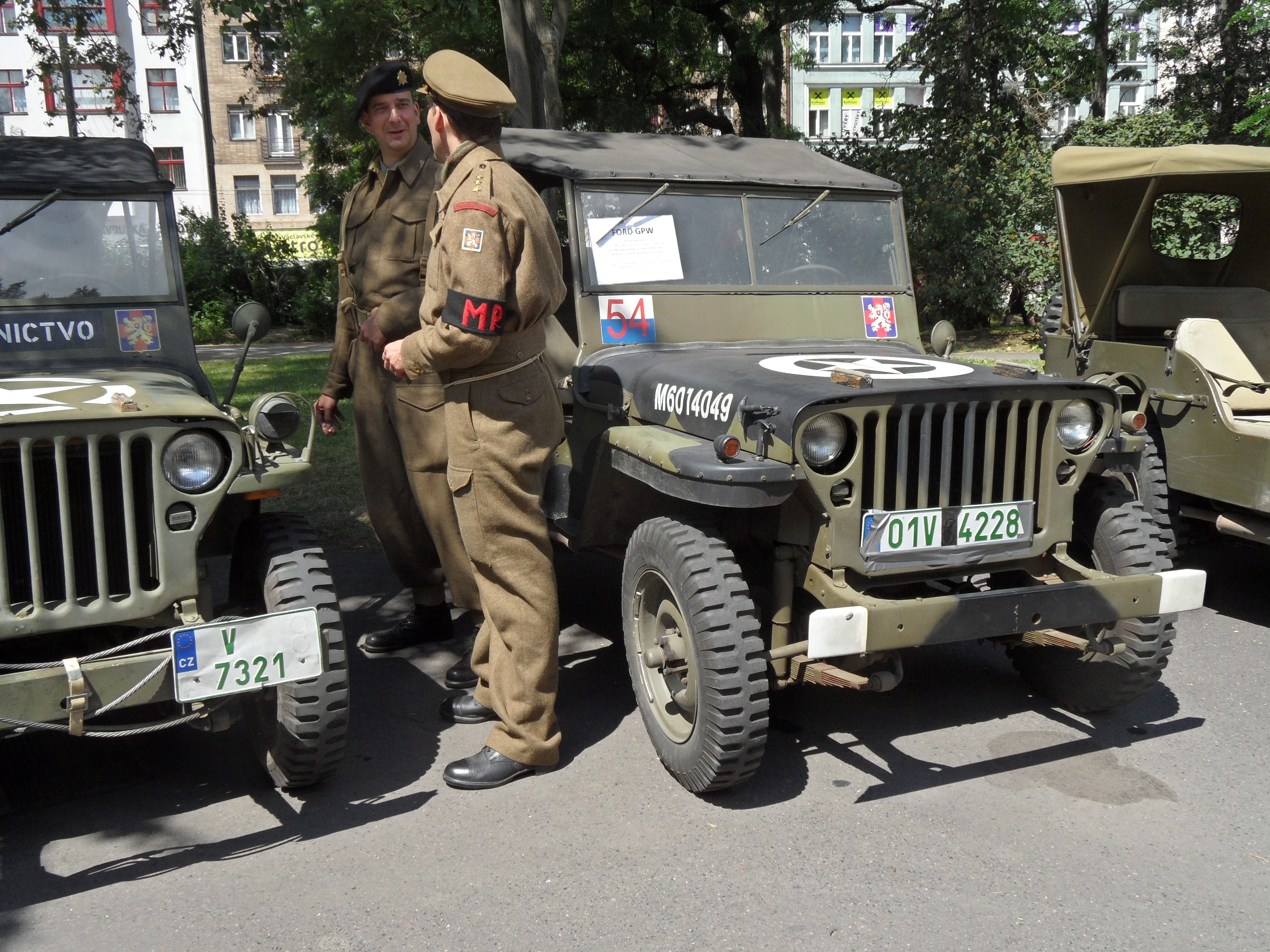
Ford GPW

Akci na severní straně Karlova náměstí doplnila výstava 75 let operace Anthropoid, která se na více než dvaceti velkoplošných panel s mnoha mnohdy unikátními fotografiemi podrobně věnovala Operaci Anthropoid v širších souvislostech. Od situace v Československu od roku 1918 do roku 1938, počátek okupace, domácí vojenský odboj (organizace Obrana národa), Čs. vojenské jednotky v zahraničí, spojení domácího odboje s Londýnem, počátky Operace Anthropoid, situace v protektorátu v letech 1941–1942, výsadek, domácí spolupracovníci, příprava útoku, provedení útoku 27. května 1942, vyšetřování po útoku, represe, vyhlazení obce Lidice, boj v kostele svatých Cyrila a Metoděje v Resslově ulici, vyhlazení obce Ležáky a popravy spolupracovníků, mezinárodní význam akce.
Text připravili Vlastislav Janík a kolektiv, fotografie jsou z archívu Jaroslava Čvančary, VHA Praha, VÚA Praha, Československé obce legionářské a různých soukromých sbírek. Výstava vznikla s finanční podporou Ministerstva obrany ČR a Městské části Praha 1. Nad výstavou převzala záštitu primátorka hlavního města Prahy Adriana Krnáčová.